# Бест, Пит
Рэндольф Питер (Пит) Бест (англ. Randolph Peter «Pete» Best, при рождении Сканленд, Scanland; род. 24 ноября 1941, Мадрас, Британская Индия) — британский музыкант и автор песен.
Барабанщик группы The Beatles c 1960 по 1962 год. После 1968 года бросил музыку, но начиная с 1980-х годов продолжил музыкальную карьеру.

## Биография
Родился 24 ноября 1941 года в Мадрасе, тогда входившем в состав Британской Индии. Мать, Мона Бест, родилась в Дели, Индия, в семье Томаса (майора из Ирландии) и Мэри Шоу. Биологическим отцом Беста был морской инженер Дональд Питер Сканленд, который впоследствии погиб во время Второй мировой войны. Мать Беста готовилась стать врачом на службе Красного Креста, когда она встретила Джонни Беста, который происходил из семьи спортивных промоутеров в Ливерпуле, которые управляли Ливерпульским стадионом, ареной для бокса. Во время Второй мировой войны Джонни Бест был офицером, служившим инструктором по физической подготовке в Индии, и был чемпионом армии по боксу в среднем весе. Вскоре после их свадьбы, 7 марта 1944 года в соборе Святого Фомы в Бомбее, родился Рори Бест. В 1945 году семья Бест отплыла на четыре недели в Ливерпуль на «Джорджике», последнем военном корабле, покинувшем Индию, на борту которого находились одинокие и женатые солдаты, ранее служившие в войсках генерала сэра Уильяма Слима в Юго-Восточной Азии. Корабль пришвартовался в Ливерпуле 25 декабря 1945 года.
Семья Беста некоторое время жила в семейном доме «Эллерсли» в Западном Дерби, пока мать Беста не поссорилась со своей невесткой Эдной, которая была возмущена выбором жены своего брата. Затем семья переехала в маленькую квартирку на Кейс—стрит в Ливерпуле, но Мона Бест всегда искала большой дом — к которому она привыкла в Индии — вместо одного из небольших двухквартирных домов, распространенных в этом районе. Бесты переехали на Куинскорт-роуд, 17 в 1948 году и оставались там в течение девяти лет.
Бест сдал экзамен на одиннадцать с плюсом в начальной школе Блэкмур Парк в Западном Дерби и учился в Ливерпульской коллегиальной гимназии на Шоу-стрит, когда решил, что хочет быть в музыкальной группе. Мона купила ему ударную установку в музыкальном магазине Блэклера, и Бест сформировал свою собственную группу the Black Jacks.
В 1957 году Рори Бест увидел большой викторианский дом, выставленный на продажу по адресу Хейманз-Грин, 8, и рассказал об этом Моне. Семья Бест утверждает, что Мона заложила все свои драгоценности, чтобы сделать ставку на лошадь «Never Say Die», на которой ездил Лестер Пигготт в Эпсомском дерби 1954 года; она выиграла со счётом 33:1, и она сохранила свой выигрыш, а в 1957 году использовала его для покупки дома. Дом, построенный около 1860 года, ранее принадлежал консервативному клубу Уэст-Дерби и отличался от многих других семейных домов в Ливерпуле тем, что находился в стороне от дороги и имел 15 спален и акр земли. Все комнаты были выкрашены в темно-зелёный или коричневый цвет, а большой сад был полностью заросшим. Позже Мона открыла кофейный клуб Casbah в большом подвале дома. Идея создания клуба впервые пришла к Бесту, когда он попросил свою мать найти место, где его друзья могли бы встретиться и послушать популярную музыку того времени. В составе The Quarrymen Джон Леннон, Пол Маккартни, Джордж Харрисон и Кен Браун играли в клубе после того, как помогли Моне закончить покраску стен. Чес Ньюби и Билл Барлоу присоединились к Black Jacks, как и Кен Браун, но только после того, как он покинул The Quarrymen. The Black Jacks позже стали постоянной группой в Casbah, после того как Quarrymen отменили своё пребывание из-за спора о деньгах.
В 1960 году Нил Аспиналл подружился с молодым Бестом и впоследствии снял комнату в доме Бестов. Во время одной из длительных деловых поездок отчима Беста Аспиналл вступил в романтические отношения с Моной, и в 1962 году у Аспиналла и Моны родился сын Винсент Роуг Бест. Позже Аспиналл стал роуд-менеджером The Beatles и годами отрицал эту историю, прежде чем публично признать, что Роуг действительно его сын.

### The Beatles

Пит Бест в The Beatles (третий слева), 1961 год

В 1960 году менеджер The Beatles Аллан Уильямс организовал сезон бронирований в Гамбурге, начавшийся 17 августа 1960 года, но пожаловался, что группа не произвела на него впечатления, и надеялся, что он сможет найти группу получше.
Не имея постоянного барабанщика, Пол Маккартни искал кого-нибудь на должность в Гамбурге. Беста видели играющим в Casbah со своей собственной группой the Black Jacks, и было замечено, что он играл на бас-барабане на всех четырёх ударах в такте, что задавало ритм. В Ливерпуле его поклонницы знали его как «злого, капризного и великолепного», что убедило Маккартни в том, что он будет хорош для группы. После распада Black Jacks Маккартни убедил Беста поехать с группой в Гамбург, сказав, что каждый из них будет зарабатывать по 15 фунтов стерлингов в неделю. Поскольку Бест сдал школьные экзамены (в отличие от Леннона, Маккартни и Харрисона, которые провалили большинство своих экзаменов), у него был шанс поступить в педагогический колледж, но он решил, что играть в Гамбурге было бы лучшим карьерным шагом. Бест прошёл прослушивание в клубе Jacaranda, которым владел Уильямс, и на следующий день отправился в Гамбург. Позже Уильямс сказал, что прослушивание с Бестом было ненужным, так как группа не нашла другого барабанщика, готового поехать в Гамбург, но не сказал Бесту на случай, если он попросит больше денег.
Во время своей первой поездки в Гамбург группа вскоре поняла, что сценические костюмы, которые они носили, не выдерживали многочасового потоотделения и прыжков по сцене каждый вечер, поэтому все они купили кожаные куртки, джинсы и ковбойские сапоги, которые были намного жестче. Бест изначально предпочитал играть на сцене в более прохладной одежде с короткими рукавами, и поэтому не соответствовал стилю одежды группы, хотя позже его сфотографировали в кожаной куртке и джинсах. Леннон, Маккартни, Харрисон и Стюарт Сатклифф познакомились с рекреационными наркотиками в Гамбурге. Поскольку они играли часами каждую ночь, они часто принимали Прелюдин, чтобы не заснуть, который они получали от немецких покупателей или Астрид Кирххерр, чья мать покупала их. Леннон часто брал четыре или пять, но Бест всегда отказывался.
Битлз впервые отыграли полноценное шоу с Бестом 17 августа 1960 года в клубе Indra в Гамбурге, и группа ночевала в кинотеатре «Bambi Kino» в маленькой грязной комнате с двухъярусными кроватями, холодной и шумной бывшей кладовой прямо за экраном. Впервые увидев «Индру», где они должны были играть, Бест запомнил его как унылое место, посещаемое немногочисленными туристами, с тяжелыми, старыми красными шторами, из-за которых он казался убогим по сравнению с большим «Кайзеркеллером». Поскольку Бест был единственным членом группы, изучавшим немецкий в школе на уровне О, он мог общаться с владельцем клуба Бруно Кошмидером и его клиентами. После того, как «Индра» закрылась из-за жалоб на шум, группа открыла резиденцию в Кайзеркеллере.
В октябре 1960 года группа покинула клуб Кошмидера, чтобы работать в клубе Top Ten, которым руководил Питер Экхорн, поскольку он предложил группе больше денег и немного лучшее место для сна. При этом они разорвали свой контракт с Кошмидером. Когда Бест и Маккартни вернулись в «Bambi Kino», чтобы забрать свои вещи, они обнаружили его почти в полной темноте. В отместку Кошмидеру Маккартни нашел презерватив, прикрепил его к гвоздю на бетонной стене комнаты и поджёг. Реального ущерба нанесено не было, но Кошмидер заявил на них обоих за попытку поджога. Бест и Маккартни провели три часа в местной тюрьме и впоследствии были депортированы, как и Джордж Харрисон, за работу, не достигшую установленного законом возраста, 30 ноября 1960 года.
Вернувшись в Ливерпуль, члены группы не общались друг с другом в течение двух недель, но Бест и его мать неоднократно звонили по телефону в Гамбург, чтобы вернуть оборудование группы. Мона организовала все заказы для группы в Ливерпуле, после того как рассталась с Уильямсом в конце 1961 года.
Чез Ньюби, бывший гитарист Black Jacks, был приглашен сыграть на басу на четырёх концертах, поскольку басист Стюарт Сатклифф решил остаться в Гамбурге. Ньюби играл с группой в ратуше Литерленда и в Касбе. Он был потрясён значительным улучшением их игры и пения и вспомнил, что барабанная дробь Беста была очень мощной, что подтолкнуло группу играть сильнее и громче. Вероятно, именно благодаря Маккартни у Беста развился громкий стиль игры на барабанах, поскольку он часто говорил Бесту в Гамбурге «crank it up» (играть как можно громче). Когда группа вернулась в Гамбург, к тому времени Маккартни переключился на бас, Беста попросили спеть фирменный номер, написанный Маккартни, «Pinwheel Twist», в то время как Маккартни играл на барабанах, но он всегда чувствовал себя некомфортно, находясь в передней части сцены.

#### «My Bonnie»
Воссоединившиеся «Битлз» вернулись в Гамбург в апреле 1961 года. Пока они играли в клубе Top Ten, певец Тони Шеридан нанял их в качестве своей бэк-группы на записи для немецкого лейбла Polydor, спродюсированной лидером группы Бертом Кемпфертом, который подписал с группой контракт с Polydor на первой сессии 22 июня 1961 года. 31 октября 1961 года Polydor выпустили запись «My Bonnie» (Mein Herz ist bei dir nur / My heart is only for you), которая появилась в немецких чартах под названием «Tony Sheridan and the Beat Brothers» — общее название, используемое для тех, кто случайно оказался в бэк-группе Шеридана. Позже песня была выпущена в Великобритании. Вторая сессия записи состоялась 23 июня того же года, а третья — в мае 1962 года.

#### Decca и Parlophone
Брайан Эпштейн, который неофициально руководил The Beatles менее месяца, организовал прослушивание на Decca Records в Лондоне в день Нового 1962 года. Группа записала 15 песен, в основном кавер-версии и три песни авторства Леннона-Маккартни. В это время Бест также записал песню «Going Back Manchester» с Ленноном, которая позже вошла в качестве бонус-трека в специальное издание его альбома Best of the Beatles, права на песню принадлежат Бесту из-за юридических формальностей. Месяц спустя Decca сообщила Эпштейну, что группе было отказано. Участники группы были проинформированы об отказе, за исключением Беста. Эпштейн официально стал менеджером The Beatles 24 января 1962 года, подписав контракт в доме Беста.
Эпштейн договорился о владении записью прослушивания Decca, которая затем была переведена на ацетатный диск, чтобы продвигать группу другим звукозаписывающим компаниям в Лондоне. Тем временем Эпштейн вел переговоры об освобождении The Beatles от их контракта на запись с Бертом Кемпфертом и лейблом Polydor Records в Германии, срок действия которого истёк 22 июня 1962 года. В рамках этого контракта The Beatles записались в студии Polydor’s Studio Rahlstedt 24 мая 1962 года в Гамбурге в качестве сессионной группы Тони Шеридана.
Музыкальный продюсер EMI Джордж Мартин встретился с Эпштейном 9 мая 1962 года в студии Abbey Road studios и был впечатлен его энтузиазмом. Он согласился подписать с The Beatles контракт на запись, основываясь на прослушивании записи прослушивания Decca, не встречаясь с ними и не видя их выступления вживую. Вскоре после подписания контракта на запись, 6 июня 1962 года The Beatles провели «коммерческий тест» (то есть оценку подписанного исполнителя) во второй студии Abbey Road studios. The Beatles не были новичками в студийной записи, и игра Беста на барабанах была признана приемлемой компанией Polydor в Гамбурге, но Мартин был предупреждён о непригодности Беста для британской студийной работы. Инженер EMI Норман Смит заявил в видеоинтервью 2006 года, что «это было в основном связано с тем, что он играл, а не с тем, как он играл», когда «Love Me Do» была впервые записана, имея в виду аранжировку заголовка. Мартин, однако, счёл выбор времени Бестом неадекватным и хотел заменить Беста опытным студийным сессионным барабанщиком для записи, что было обычной практикой в то время.
Мартин заявил много лет спустя:
Я решил, что барабаны, которые действительно являются основой хорошей рок-группы, не оказали ребятам достаточной поддержки. Им нужен был хороший, солидный ритм, и я сказал Брайану: «Послушай, не имеет значения, что ты делаешь с ребятами, но на записи никто не должен знать. Я собираюсь использовать горячего барабанщика». Брайан [Эпштейн] сказал: «Хорошо, прекрасно». Я чувствовал себя виноватым, потому что чувствовал, что, возможно, я был катализатором, который изменил его [Беста] жизнь.…

#### Увольнение
Когда Леннон, Маккартни и Харрисон узнали, что Мартин и инженеры предпочли заменить Беста сессионным барабанщиком для их предстоящей сессии записи 4 сентября 1962 года, они подумали об увольнении Беста из группы. В конце концов, они попросили Эпштейна уволить Беста из группы. Эпштейн мучился из-за этого решения. Как он написал в автобиографии «A Cellarful of Noise», он «не был уверен» в оценке Мартином игры Беста на барабанах и «не стремился менять состав The Beatles в то время, когда они развивались как личности… Я попросил The Beatles оставить группу такой, какой она была». Эпштейн также обратился за советом к ливерпульскому диджею Бобу Вулеру, который близко знал The Beatles, на что Вулер ответил, что это не очень хорошая идея, так как Бест был очень популярен среди фанаток. Часть дилеммы для Эпштейна, возникшей в то время (когда группа ещё не достигла национального успеха, а скорее местного статуса хорошей группы с ограниченным доходом), заключалась в том, что Бест был активом на концертах, пользовался популярностью у фанаток и устраивал хорошее шоу, гарантируя, что места будут иметь солидную аудиторию. Контраргументом, однако, было более весомое соображение о том, что у группы была бы лучшая музыка, которую можно производить для продажи пластинок. Джон, Пол и Джордж в конечном счёте решили, что производство пластинок важнее, чем наличие барабанщика для живых выступлений на сцене, который был больше имиджем, чем содержанием. Тем временем Эпштейн воздержался от того, чтобы сообщить Бесту, что EMI заключила контракт на запись с группой (устно с июня и письменно в конце июля 1962 года), что означало, что новый барабанщик теперь неизбежен. Могли бы возникнуть юридические проблемы, если бы Бест узнал.
Эпштейн решил, что «если группа хочет оставаться счастливой, Пит Бест должен уйти». Эпштейн вызвал Беста к себе в офис и уволил его в четверг, 16 августа, через десять недель и один день после первой сессии записи. Бест отыграл свои последние два концерта с The Beatles 15 августа в клубе Cavern в Ливерпуле. Он должен был дать свое последнее шоу 16 августа в Riverpark Ballroom, Честер, но так и не появился; Джонни Хатчинсон из the Big Three был срочно вызван на замену. Бест сказал, что видел The Beatles после своего увольнения, но «мы так и не признали друг друга и не обменялись ни словом».
Редактор журнала Mersey Beat Билл Харри утверждал, что Эпштейн изначально предложил вакантную должность барабанщика в группе Хатчинсону, которым он также руководил. Говорят, что Хатчинсон отказался от этой работы, сказав: «Пит Бест — мой очень хороший друг. Я не мог испачкать его». Однако Маккартни и Харрисон сказали, что хотели Ринго с самого начала после того, как он несколько раз присутствовал с ними на концертах, когда Бест отсутствовал. Бест говорит, что Эпштейн сообщил на собрании при увольнении, что Ринго станет новым барабанщиком.
Бест был хорошим другом Нила Аспиналла с 1961 года, когда Аспиналл снял комнату в доме, где Бест жил со своими родителями. Ещё будучи частью группы, Бест попросил Аспиналла стать гастрольным менеджером группы и личным помощником. Аспиналл согласился на работу и купил старый коммерческий фургон за 80 фунтов стерлингов. Аспиналл ждал Беста внизу в музыкальном магазине NEMS Эпштейна после собрания по увольнению. Они вдвоём отправились в паб «Виноград» на Мэтью-стрит, на той же улице, что и клуб «Каверн», где играла группа. Аспиналл был в ярости от этой новости и собирался сам покинуть The Beatles, но Бест настоятельно посоветовал ему остаться в группе. Отношения Аспиналла с Моной Бест (и их трёхнедельным ребёнком Роагом) были прерваны. На следующем концерте Аспиналл спросил Леннона, почему они уволили Беста, на что тот ответил: «Это не имеет к тебе никакого отношения, ты всего лишь водитель».
Старр ранее играл с Рори Стормом и the Hurricanes — сменяющейся группой в Kaiserkeller — и заменял Беста всякий раз, когда тот не мог играть в Гамбурге и Ливерпуле. Билл Харри сообщил об увольнении Беста на первой странице журнала Mersey Beat, расстроив многих поклонниц Beatles. В течение нескольких недель после этого группа сталкивалась с насмешками на улице и на сцене, а некоторые фанаты кричали: «Пит навсегда, Ринго никогда!» Один взволнованный фанат ударил Харрисона головой в The Cavern, поставив ему синяк под глазом.
Заменив Беста, Старр сопровождал группу на их второй сессии звукозаписи с EMI в студии Abbey Road studios 4 сентября 1962 года. Джордж Мартин сначала отказался позволить Старру играть, поскольку он был незнаком со Старром и хотел избежать любого риска того, что его игра на барабанах окажется не на должном уровне. 11 сентября 1962 года, на третьей сессии записи EMI, Мартин использовал сессионного музыканта Энди Уайта на барабанах в течение всей сессии вместо Старра, поскольку Мартин уже забронировал Уайта после первой сессии с Бестом. Старр играл на тамбурине в некоторых песнях, в то время как Уайт играл на барабанах. Много лет спустя Старр сказал биографу Хантеру Дэвису, что он подумал: «Это конец. Они тянут меня за Питом Бестом».

### После The Beatles
Леннон, Маккартни и Харрисон позже заявили, что сожалеют о том, как был уволен Бест. Леннон признался — «мы были трусами, когда уволили его. Мы заставили Брайана сделать это». Маккартни заявил: «Мне действительно жаль его из-за того, на что он мог бы сгодился». Харрисон сказал: «Мы не очень хорошо справились с тем, чтобы сказать Питу, что он должен уйти», и «исторически это может выглядеть так, как будто мы сделали что-то неприятное Питу, и, возможно, мы могли бы справиться с этим лучше». Старр, с другой стороны, чувствует, что ему не за что извиняться: «Я никогда не сожалел… Я не был в этом замешан».
Позднее Пит пытался начать сольную карьеру, но все его попытки завершались неудачно. Его финансовое положение порой едва не доходило до краха.
В 1995 году был издан альбом Антология The Beatles, на котором присутствовали несколько записей The Beatles вместе с Бестом, Пит получил хорошее финансовое вознаграждение.
В феврале 2007 года продюсер The Beatles Джордж Мартин извинился перед Бестом за увольнение из группы в 1962 году.
В 2010 году по приглашению одного из музыкальных сообществ посетил Москву, где принял участие в концерте.